# Камроуз
Камроуз (енгл. Camrose) је град у централном делу канадске провинције Алберта, смештен у најплоднијем делу канадске прерије. 
Град је удаљен 90 км североисточно од провинцијске престонице Едмонтона. Град је настао на прелазној зони између праве прерије и бореалних шума, у зони познатој као шумостепа јасике (Aspen parkland).
Прво насеље на месту данашњег града настало је почетком прошлог века насељавањем углавном имиграната из Норвешке и Шведске, а већ 1904. насеље добија статус села под именом Спарлинг. Већ наредне године насеље је добило садашње име, а 1906. добило статус варошице. Град је највећи успон доживео изградњом железнице која је прошла кроз само насеље 1914. године. Године 1912. у насељу је отворен и лутерански колеџ. Одлуком владе Алберте варошица је 1. јануара 1955. добила статус града.
Према резултатима пописа из 2011. у граду је живело 17.286 становника што је за чак 10,6% више у односу на стање из 2006. када је регистровано 15.630 становника.
Град је познат по својим бројним парковима и опуштеном начину живота због чега је веома популаран међу пензионерском популацијом. 
У близини града се налази и мањи аеродром.
Камроуз има потписане уговоре о сарадњи са следећим гардовима:
- Камифурано, Јапан - од 1984.
- Ворик, Квинсленд, Аустралија - од 1974.
- Сагне, Квебек, Канада - од 1978.
- Кентвил, Нова Шкотска, Канада - од 1980.

## Становништво
| 1996.  | 2001.  | 2006.  | 2011.  | 2016.  |
| ------ | ------ | ------ | ------ | ------ |
| 13.728 | 14.854 | 15.620 | 17.286 | 18.742 |